# Máxima, Donatila y Segunda
Santa Máxima, Santa Donatila y Santa Segunda (c. 240 o c. 290-c. 257 o 303) son tres mártires cristianas que murieron ejecutadas en tiempos del emperador Valeriano. También es posible que muriesen bajo el mandato del emperador Diocleciano, cuando Annio Anulino era procónsul. Son en ocasiones confundidas con Santa Perpetua y Santa Felicidad.

## Hagiografía
Máxima, de 14 años de edad, y Donatila vivían cerca de Thuburbo Maius, una colonia romana ubicada en Africa Proconsularis, casi 10 kilómetros al suroeste de Cartago. Según la versión que sostiene que murieron bajo el mandato de Diocleciano, cuando en 303 se emitió un edicto que obligaba a los ciudadanos a ofrecer sacrificios a los dioses paganos, las jóvenes fueron las únicas habitantes en negarse. Denunciadas por una mujer, fueron arrestadas y trasladadas a Thuburbo Maius, donde fueron juzgadas y condenadas a muerte por Annio Anulino. Durante su encarcelamiento conocieron a Segunda, de 12 años de edad, quien se asume fue arrestada por separado puesto que la joven no es mencionada en el interrogatorio de Anulino.
La tradición sostiene que pese a que Máxima y Donatila trataron de convencer a Segunda de renunciar a su fe (era la más joven y la única hija de un hombre de avanzada edad), la pequeña se negó. Según su hagiografía, las tres mujeres fueron sometidas a diversas torturas (entre ellas ser martirizadas en un potro y expuestas a animales salvajes, los cuales no las atacaron) y finalmente decapitadas con una espada. Según el autor John Foxe: 

...les dieron hiel y vinagre para beber, fueron severamente flageladas, atormentadas con una horca, frotadas con cal, quemadas en una parrilla, atormentadas con bestias salvajes, y al final decapitadas.

## Veneración
Las jóvenes son consideradas santas por los cristianos orientales y occidentales, siendo su festividad celebrada el 30 de julio. El emperador Valeriano fue capturado en batalla poco después de la muerte de las tres mujeres por los partos y supuestamente desollado, acontecimiento que fue interpretado por muchos en África del Norte como un castigo divino por sus acciones contra las mártires, de acuerdo con la versión que afirma que las santas murieron bajo su mandato.